# Avenue Champlain
L'avenue Champlain est une voie publique de la commune de Rouen.

## Situation et accès
L'avenue Champlain est située à Rouen, dans le prolongement de la rue Lafayette puis de la place Carnot avant de croiser le quai Jean-Moulin et de donner accès au pont Pierre-Corneille.

## Origine du nom
L'avenue est nommée en hommage à l'explorateur Samuel de Champlain. Avant la reconstruction de Rouen, la rue Lafayette atteignait directement le pont Corneille via le rond-point Lafayette.